# Hugo Blouin
Hugo Blouin est un contrebassiste, compositeur et artiste sonore québécois.

## Biographie
Hugo Blouin est originaire de l'Estrie. Il est notamment membre du groupe de musique traditionnelle MAZ et du trio Jonathan Turgeon. L'artiste a aussi participé aux Rencontres de création de Natashquan en 2014 avec la poétesse Véro Bachand et son projet M'entends-tu. Entre 2014 et 2016, avec Sonia Painchaud, il tournera au Canada et en France avec le projet Brasser Brassens, un hommage à Georges Brassens. Il lancera en 2018 à Montréal l'album jazz Charbonneau ou Les valeurs à’ bonne place, composé à partir des enregistrements des témoignages présentés lors de la Commission Charbonneau. En février 2022, il lance la suite de Charbonneau ou Les valeurs à' bonne place. En 2023, il lance un album qui suit le modus operandi des deux précédents, mais qui tourne autour du hockey : Sport national.